# Substans P
Substans P (ofta kallat smärt-substans) är ett peptidhormon i ryggmärgsvätskan som ger vidare nervsignaler till hjärnan om hur vi uppfattar en smärta. Bland människor som lider av bland annat fibromyalgi är substans P ungefär tre gånger starkare än normalt[källa behövs], vilket gör att kroppen kan uppfatta en lätt beröring som ett hårt knytnävsslag. Endorfin, en annan av kroppens signalsubstanser, samt opiater hämmar frisättning av substans P[källa behövs]. Dock bidrar många opiater (som morfin, heroin och opium) till flera negativa och livsfarliga biverkningar.